# 傅聲
傅聲（1954年10月20日—1983年7月7日），原名張景賢，又名張富聲，男，香港人，香港電影功夫演員。

## 生平

### 早年生活
傅聲祖籍廣東寶安，家中共有兄妹16人，自己排行第10（不計1名夭折的兄長）。其父親張人龍為香港富商名流、立法局議員兼太平紳士，母親廖鳳和為佛教徒。而其中一名兄長金銀業貿易場理事長張德熙。另一名兄長張亮聲則是向華炎的女婿。
傅氏一家原居於新界上水石湖墟大馬路（現址已被重新規劃為新豐路），後移居界限街119號（1971年入伙）。學業上，傅聲不愛唸書，曾入讀多所學校如合一堂學校、東莞同鄉會學校（1970年上午校，用「張富聲」一名稱求學及領取修業證書離校）、新法書院中文部以及模範英文中學。另一方面早在8歲時，他就對武術產生了愛好。當1970年代初輟學以後，他被父親趕出家門，以當送貨工人、地盤工人和裝修工人維持生計。同期於在1970年拜武術宗師黃飛鴻第四代傳人，武術指導劉家良為師。

### 演藝事業
其後在1971年，傅聲考進香港邵氏公司與香港廣播公司合辦的，訓練期為1年的第一期演員訓練班。1972年畢業後簽約成為邵氏的基本合約演員。傅聲第一部影片是《十四女英豪》，上映於1972年，並由導演程剛執導。由於傅聲的熱情、活躍、聰明，受到導演張徹的賞識，使之成為張徹第四代的乾兒子，並讓他在《年輕人》（1972年）、《馬永貞》（1972年）、《仇連環》（1972年）、《四騎士》（1972年）、《叛逆》（1973年）等多部武打片客串演出。其時傅聲正在拍攝《警察》（1973年），當時收入約為500港元（63美元）片酬。1973年張徹在台灣創建「長弓公司」，把原準備給另一位導演的劇本《方世玉與洪熙官》收回，計劃由自己拍攝，以做為「長弓」的創業電影。張徹大膽起用傅聲做為男主角，結果一炮而紅，將傅聲的演藝生涯推向高峰。同年傅聲演出張徹執導的《朋友》，獲得第二十屆亞洲影展「最有希望男演員獎」。

### 致命車禍
1983年7月6日晚上10時30分，傅聲偕哥哥張震聲，弟弟張展鵬以及影星汪禹，一同由清水灣鄉村俱樂部駕車往清水灣道片場拍攝外景。他們四人分別駕駛兩部車，汪禹與張展鵬坐一部日本本田思域在前，而傅聲和其兄長張震聲則乘座白色保時捷911型編號AD83跑車（此車為傅聲太太甄妮送贈給傅聲的生日禮物）跟隨其後，當時駕車的是張震聲，當他們途經清水灣一彎角時，傅聲他們的車突撞向山邊、車身翻側、車頭嚴重損毀。傅聲被車內的音響器材撞斷肋骨，導致肋骨插向心臟致死。由於當時香港法例並未立法強制乘客必須配戴座位安全帶，傅聲頭部及胸部重傷，送往觀塘區基督教聯合醫院急救時，因腦部受到嚴重震盪，內臟受重傷，於7月7日凌晨傷重不治，得年28歲。
他兄長張震聲雖亦受傷，但就得以保存性命。之後傅聲的靈位設於粉嶺蓬瀛仙館內。八卦传闻是1990年代电视台某节目玫瑰之夜，谈论此事，据说甄妮梦见傅托梦说他没鞋穿，鞋卡在车上，即回车找鞋，竟找到了。

### 個人生活
傅聲的妻子甄妮為歌星，2人於1977年結婚。1987年，傅聲車禍去世4年，妻子甄妮透過人工受孕在美國誕下一女甄家平（Melody）。

## 電影作品
| 年代   | 片名             | 角色               | 備註                                           |
| 1972年 | 十四女英豪       | 匪兵甲             |                                                |
| 1972年 | 年輕人           | 鼓手               |                                                |
| 1972年 | 馬永貞           |                    |                                                |
| 1972年 | 仇連環           | 鄰居               |                                                |
| 1972年 | 四騎士           | 退役士兵           |                                                |
| 1972年 | 霹靂拳           | 騎自行車的年輕人   |                                                |
| 1973年 | 叛逆             | 阿強（辛蒂表哥）   |                                                |
| 1973年 | 警察             | 梁觀               |                                                |
| 1974年 | 朋友             | 杜家驥             |                                                |
| 1974年 | 方世玉與洪熙官   | 方世玉             |                                                |
| 1974年 | 哪吒             | 哪吒               |                                                |
| 1974年 | 洪拳與詠春       | 李耀               |                                                |
| 1974年 | 少林五祖         | 馬超興             |                                                |
| 1974年 | 少林子弟         | 方世玉             |                                                |
| 1975年 | 馬哥波羅         | 李雄風（反元志士） |                                                |
| 1975年 | 洪拳小子         | 關風義             |                                                |
| 1976年 | 八國聯軍         | 曾獻漢             | 又名《神拳三壯士》                             |
| 1976年 | 少林寺           | 方世玉             |                                                |
| 1976年 | 八道樓子         | 何洪發             |                                                |
| 1976年 | 方世玉與胡惠乾   | 方世玉             |                                                |
| 1976年 | 蔡李佛小子       | 鍾堅               |                                                |
| 1977年 | 海軍突擊隊       | 小劉               |                                                |
| 1977年 | 江湖漢子         | 林少遊             |                                                |
| 1977年 | 唐人街功夫小子   | 譚東               |                                                |
| 1977年 | 射鵰英雄傳       | 郭靖               |                                                |
| 1978年 | 射鵰英雄傳續集   | 郭靖               |                                                |
| 1978年 | 冷血十三鷹       | 卓一帆             |                                                |
| 1979年 | 生死門           | 小刀神雲翔         |                                                |
| 1979年 | 絕代雙驕         | 江小魚             |                                                |
| 1979年 | 廣東十虎與後五虎 | 譚敏               |                                                |
| 1979年 | 風流斷劍小小刀   | 高門（小刀）       |                                                |
| 1980年 | 第三類打鬥       | 陳定               |                                                |
| 1980年 | 英雄無淚         | 高漸飛（小高）     |                                                |
| 1981年 | 魔劍俠情         | 荊無命             |                                                |
| 1981年 | 射鵰英雄傳第三集 | 郭靖               |                                                |
| 1981年 | 龍虎少爺         | 執到寶             |                                                |
| 1981年 | 鷹落勺陽坪       |                    |                                                |
| 1982年 | 十八般武藝       | 小騙子             |                                                |
| 1982年 | 神鵰俠侶         | 楊過               |                                                |
| 1982年 | 御貓三戲錦毛鼠   | 白玉堂             |                                                |
| 1982年 | 小子有種         | 張小泰             |                                                |
| 1982年 | 鬼畫符           | 吳順超             |                                                |
| 1983年 | 花心大少         | 嚴錢聲             |                                                |
| 1984年 | 五郎八卦棍       | 楊六郎             | 逝世後上映                                     |
| 1984年 | 南斗官三鬥北少爺 | 車載               | 兼任導演（與劉家榮、王晶共同執導；逝世後上映） |

## 獎項
- 1974年，亞洲影展最有希望男演員獎。
- 1974年至1982年，華僑晚報十大明星選舉十大影劇明星。[3]

## 外部連結
- 傅聲在互联网电影资料库（IMDb）上的資料（英文）（英文）
- 在AllMovie上傅聲的頁面（英文）
- 傅聲在香港影庫上的簡介
- 傅聲在豆瓣上的资料（简体中文）
- 傅聲在时光网上的簡介（简体中文）
- 傅聲: 唐人街小子的传记（页面存档备份，存于）
- 人物簡介 （页面存档备份，存于）
- 傳聲靈位 （页面存档备份，存于）
- ---傅聲 （页面存档备份，存于）